# Karalo Hepoiteloto Maibuca
Karalo Hepoiteloto Maibuca, né le 10 juin 1999, est un athlète tuvaluan.

## Biographie
Il participe le 3 mars 2018 aux Championnats du monde en salle d'athlétisme dans la discipline du 60 m hommes, sa spécialité, en série 5 ; il arrive à la 8e position,.
Grâce à l'universalité des Jeux olympiques, les Tuvalu obtiennent deux places pour les Jeux olympiques d'été de 2020 à Tokyo, qui se déroulent en 2021 en raison de la crise sanitaire due à la Covid-19. C'est grâce à ce système que Karalo Hepoiteloto Maibaca participe à la discipline d'athlétisme du 100 m hommes, l'autre athlète étant Matie Stanley, participant au 100 m femmes en athlétisme. Étant les deux seuls sportifs tuvaluans participant aux Jeux, ils ont été porteurs du drapeau lors de la cérémonie d'ouverture. Ils ont défilé dans une tenue traditionnelle des Tuvalu.
Il est nommé porte-drapeau de la délégation des Tuvalu aux Jeux olympiques d'été de 2024 à Paris aux côtés de l'athlète Temalini Manatoa.